# Jevon Tarantino
Jevon Tarantino (* 30. Januar 1984 in Boynton Beach) ist ein ehemaliger US-amerikanischer Wasserspringer, der im Kunstspringen vom 1-m- und 3-m-Brett und im 3-m-Synchronspringen antrat.
Tarantino gehörte seit dem Jahr 2001 zum Nationalteam. Er trainierte unter Dave Burgering am Leistungszentrum in Fort Lauderdale und startete für das Fort Lauderdale Diving Team. Der Durchbruch bei internationalen Titelkämpfen gelang Tarantino bei der Weltmeisterschaft 2005 in Montreal, wo er vom 1-m-Brett das Finale erreichte und Fünfter wurde. Im gleichen Jahr gewann er vom 1-m-Brett zudem seinen ersten nationalen Meistertitel. Weniger erfolgreich verlief die Weltmeisterschaft 2007 in Melbourne, vom 1-m-Brett schied Tarantino diesmal im Vorkampf aus. Er qualifizierte sich im folgenden Jahr für die Olympischen Spiele in Peking. Im 3-m-Synchronspringen erreichte er mit Christopher Colwill Rang vier und verpasste eine Medaille nur um wenige Punkte. Im Jahr 2009 beendete Tarantino seine aktive Karriere. Er gewann zwischen 2005 und 2008 insgesamt vier nationale Meistertitel.
Tarantino hat an der University of Tennessee studiert und startete für das Sportteam der Universität, den Volunteers. Im Jahr 2004 konnte er vom 1-m-Brett einen Titel bei den Collegemeisterschaften gewinnen.